# دان غولدمان
دان غولدمان (بالإنجليزية: Dan Goldman)‏ هو فنان قصص مصورة أمريكي، ولد في 11 مايو 1974 في ديترويت في الولايات المتحدة.

## وصلات خارجية
- الموقع الرسمي